# أندرو هال فووت
أندرو هال فووت (بالإنجليزية: Andrew Hull Foote)‏ هو ضابط أمريكي، ولد في 12 سبتمبر 1806 في نيو هيفن في الولايات المتحدة، وتوفي في 26 يونيو 1863 في نيويورك في الولايات المتحدة.

## وصلات خارجية
- أندرو هال فووت على موقع الموسوعة البريطانية (الإنجليزية)